# Hepatostolonophora conica
Hepatostolonophora conica là một loài rêu tản trong họ Geocalycaceae. Loài này được (Stephani) Hässel de Menéndez miêu tả khoa học lần đầu tiên năm 1983.